# 近畿地方の住宅団地の一覧
近畿地方の住宅団地の一覧（きんきちほうのじゅうたくだんちのいちらん）は、近畿地方に建設された住宅団地の一覧で、工業団地は日本の工業団地一覧を参照。ニュータウンは、詳しくは日本のニュータウン#近畿地方を参照。

## 滋賀県

### 公団（現UR）住宅
- ヴェルディール仰木（大津市）
- ガーデンハウス仰木（大津市）
- びわ湖美空団地（大津市）
- びわ湖美空第2団地（大津市）
- 石山団地（大津市）
- 膳所公園団地（大津市）

### 滋賀県住宅供給公社
- ホープタウン芦浦（草津市芦浦町）
- ホープタウン布引台（東近江市布引台）
- サニーハイツマキノ
- 第2サニーハイツマキノ
- 西浅井町「ヨキコティ」
- 新旭駅前ウインドミル（高島市新旭町）
- JR木ノ本駅前宅地分譲（長浜市木之本町黒田）
- フォレストタウンみずべの里（長浜市）

## 京都府

### 公団（現UR）住宅
- 京都高野団地（京都府）
- 木津南団地・木津南センター前地区（京都府相楽郡木津町）
- 向ヶ丘第一団地
- 桂・御陵坂（京都府）
- コンフォールかぶと台（京都府相楽郡木津町）
- アミティ光台（精華町）
- グリーンタウン槇島（宇治市）
- コンフォールかぶと台（木津川市）
- 塩小路団地（京都市下京区）
- 花園団地（京都市右京区）
- 久御山団地（久御山町）
- 京都十条団地（京都市南区）
- 御池通団地（京都市中京区）
- 向島団地（京都市伏見区）
- 高の原駅西団地（木津川市）
- 高の原駅西第2団地（木津川市）
- 高の原駅東団地（木津川市）
- 高の原駅東第2団地（木津川市）
- 嵯峨団地（京都市右京区）
- 紫野団地（京都市北区）
- 小栗栖北団地（京都市伏見区）
- 松ノ木町団地（京都市南区）
- 上桂団地（京都市西京区）
- 深草団地（京都市伏見区）
- 壬生相合団地（京都市中京区）
- 壬生坊城第2団地（京都市中京区）
- 西院団地（京都市右京区）
- 西京極団地（京都市右京区）
- 西京極駅前団地（京都市右京区）
- 西陣団地（京都市中京区）
- 西大路御池団地（京都市中京区）
- 醍醐石田団地（京都市伏見区）
- 男山団地（八幡市）
- 東山二条団地（京都市左京区）
- 桃山南団地（京都市伏見区）
- 梅美台団地（木津川市）
- 伏見納所団地（京都市伏見区）
- 保津川団地（亀岡市）
- 北野団地（京都市上京区）
- 洛西センタープラザ団地（京都市西京区）
- 洛西境谷東団地（京都市西京区）
- 洛西新林団地（京都市西京区）
- 洛西新林北団地（京都市西京区）
- 洛西竹の里団地（京都市西京区）
- 洛西福西公園団地（京都市西京区）

### 京都府住宅供給公社
- 堀川団地・堀川出水団地
- リヴェール上賀茂
- 男山E団地

### 公営団地
- 羽束師府営団地（京都市伏見区羽束師古川町、1975年）
- 円明寺府営団地（乙訓郡大山崎町字円明寺小字鳥居前、1996年）
- 岩倉府営団地（京都市左京区岩倉上蔵町、1968年）
- 岩倉長谷府営団地（京都市左京区岩倉長谷町特別賃貸府営住宅、1968年）
- 吉田近衛府営団地（京都市左京区吉田近衛町、1987年）
- 久世府営団地（京都市南区久世築山町、1989年）
- 向日台府営団地（向日市向日町北山他、1967年）
- 嵯峨天竜寺府営団地（京都市右京区嵯峨天龍寺北造路町、1988年）
- 山科大宅府営団地（京都市山科区大宅打明町2番地、1996年）
- 山科東野府営団地（京都市山科区東野南井ノ上町、1993年）
- 周山府営団地（京都市右京区京北周山町上植代1、1991年）
- 小栗栖西府営団地（京都市伏見区小栗栖中山田町、1970年）
- 小栗栖西府営団地（京都市伏見区小栗栖中山田町 特別賃貸府営住宅、1970年）
- 上植野府営団地（向日市上植野町池の尻他、1997年）
- 常盤府営団地（京都市右京区常盤窪町、2000年）
- 深草府営団地（京都市伏見区深草池ノ内町官有地、1999年）
- 深草府営団地（京都市伏見区深草池ノ内町官有地 とっこうちん住宅、1999年）
- 深草鍵屋府営団地（京都市伏見区深草北鍵屋町、1981年）
- 西七条府営団地（京都市下京区西七条名倉町、1992年）
- 西天王町府営団地（京都市左京区岡崎西天王町、1986年）
- 田中関田府営団地（京都市左京区田中関田町、1989年）
- 桃山伊賀府営団地（京都市伏見区桃山町伊賀 特別賃貸府営住宅、1966年）
- 伏見呉竹府営団地（京都市伏見区舞台町、1965年）
- 北後藤府営団地（京都市伏見区小栗栖北後藤町1番地、1976年）
- 北後藤府営団地（京都市伏見区小栗栖北後藤町1番地特別賃貸府営住宅、1976年）
- 墨染府営団地（京都市伏見区深草中ノ島町、1984年）
- 淀際目府営団地（京都市伏見区淀際目町、1977年）
- 洛西沓掛府営団地（京都市西京区大枝沓掛町5番地の6他、1982年）
- 洛西西境谷府営団地（京都市西京区大原野西境谷町3-6、1978年）
- 洛西竹の里府営団地（京都市西京区大原野東竹の里町1-1他、1978年）
- 洛西竹の里府営団地（京都市西京区大原野東竹の里町1-1他特別賃貸府営住宅、1978年）
- 綾部西町府営団地（綾部市西町3丁目南大坪39-2、1984年）
- 伊佐津府営団地（舞鶴市字伊佐津、1999年）
- 伊佐津府営団地（とっこうちん住宅、1999年）
- 井倉新町府営団地（綾部市井倉新町北大橋18-1 他、1995年）
- 一休が丘府営団地（京田辺市薪長尾谷43番地の1、1998年）
- 一休が丘府営団地（京田辺市薪長尾谷43番地の1とっこうちん住宅、1998年）
- 下津屋府営団地（久世郡久御山町下津屋川原44-1、1977年）
- 下津屋府営団地（久世郡久御山町下津屋川原44-1特別賃貸府営住宅、1977年）
- 下矢田府営団地（亀岡市下矢田町2丁目33-1、1993年）
- 加悦奥府営団地（与謝郡与謝野町字加悦奥小字馬場146-1、1992年）
- 花の木府営団地（綾部市綾中町花の木30-15、1980年）
- 角田府営団地（京丹後市弥栄町堤721番地、1992年）
- 幾地府営団地（与謝郡与謝野町字幾地1734-1他、1989年）
- 宮前府営団地（福知山市大江町天田内小字宮前282、1975年）
- 弓木府営団地（与謝郡与謝野町字弓木1501、1982年）
- 京田府営団地（舞鶴市字京田38-5、1977年）
- 興戸府営団地（京田辺市草内山科9、1994年）
- 穴川府営団地（亀岡市吉川町穴川替田22他、1993年）
- 五か庄府営団地（宇治市五ヶ庄福角1-1、1983年）
- 後野府営団地（与謝郡与謝野町字後野550-2、1981年）
- 口大野府営団地（京丹後市大宮町字口大野1240番地の1、1991年）
- 向河原府営団地（南丹市園部町小山東町向河原11、2003年）
- 広峯府営団地（福知山市広峯町242、1999年）
- 広峯府営団地（とっこうちん住宅、1999年）
- 行永府営団地（舞鶴市行永東町9、1988年）
- 高迫府営団地（舞鶴市字上安久小字高迫346-1、1980年）
- 砂田府営団地（宇治市伊勢田町砂田90、1998年）
- 砂田府営団地（宇治市伊勢田町砂田90とっこうちん住宅、1998年）
- 笹尾府営団地（福知山市字篠尾小字矢見所58 61-1、1973年）
- 三室戸府営団地（宇治市莵道谷下り45、1985年）
- 四辻府営団地（与謝郡与謝野町字四辻小字青田635-1、1994年）
- 市場府営団地（舞鶴市愛宕浜町3-1、1989年）
- 小松が丘府営団地（福知山市字前田2331、1998年）
- 小倉府営団地（綾部市上野町小倉31、1973年）
- 小谷が丘府営団地（福知山市字堀1698番地、1992年）
- 松蔭府営団地（舞鶴市字松陰5-5、1991年）
- 上池田府営団地（綾部市上野町上池田50-1、1976年）
- 上津屋府営団地（八幡市上津屋里垣内77、2000年）
- 上野府営団地（綾部市上野町下池田4、1993年）
- 城南府営団地（城陽市寺田宮ノ谷11-38他、1966年）
- 常府営団地（舞鶴市字常、2002年）
- 須知府営団地（船井郡京丹波町須知藤ノ森12、1974年）
- 水主府営団地（城陽市水主北ノ口14、1979年）
- 清美が丘府営団地（舞鶴市清美が丘5-2、1970年）
- 西佳屋野府営団地（福知山市前田新町102、1979年）
- 西大久保府営団地（宇治市大久保町旦椋131-1他、1973年）
- 西大久保府営団地（宇治市大久保町旦椋131-1他特別賃貸府営住宅、1972年）
- 石田府営団地（与謝郡与謝野町字弓木213-1他、1992年）
- 泉源寺府営団地（舞鶴市愛宕中町6、1992年）
- 中山口府営団地（福知山市字前田小字中山口1725、1987年）
- 朝来西府営団地（舞鶴市朝来西町4、1973年）
- 長岡府営団地（京丹後市峰山町長岡315番地の1、1996年）
- 天神山府営団地（与謝郡与謝野町字岩滝小字日ノ内439-17、2000年）
- 天神山府営団地（とっこうちん住宅、2000年）
- 田辺府営団地（京田辺市河原神谷69他、1969年）
- 東佐山府営団地（久世郡久御山町佐山籾池1他、1975年）
- 東佐山府営団地（久世郡久御山町林宮ノ後9-1他特別賃貸府営住宅、1975年）
- 東波路府営団地（宮津市字波路小字ヲンバ102-66、1992年）
- 湯田府営団地（京丹後市峰山町荒山下湯田、2005年）
- 日吉が丘府営団地（福知山市字堀小字松ノ下345、1969年）
- 白鳥府営団地（舞鶴市森250、1995年）
- 八幡男山府営団地（八幡市男山雄徳9-1、1974年）
- 百合が丘府営団地（宮津市字滝馬、2006年）
- 北代府営団地（木津川市山城町椿井北代92-1他、1994年）
- 明石府営団地（与謝郡与謝野町字明石、2003年）
- 網野府営団地（京丹後市網野町網野、2000年）
- 網野府営団地（とっこうちん住宅、2000年）
- 木津府営団地（木津川市木津下川原3他、1991年）
- 野添府営団地（宇治市五ヶ庄野添58他、1985年）
- 矢見所府営団地（福知山市字天田小字矢見所46-1、1990年）
- 立町府営団地（与謝郡与謝野町字岩滝2226-1他、1987年）
- 一本木団地（木津川市山城町上狛一本木地内、市営住宅）
- 一本木団地（木津川市山城町上狛猩々垣外地内、市営住宅）
- 下川原団地（木津川市木津下川原地内、市営住宅）
- 高島団地（木津川市山城町綺田外高島地内、市営住宅）
- 重衡団地（木津川市木津雲村地内、市営住宅）
- 小谷下団地（木津川市加茂町北小谷地内、市営住宅、改良住宅）
- 小谷上団地（木津川市加茂町大野丑谷地内、市営住宅）
- 尻枝団地（木津川市加茂町尻枝縄手地内、市営住宅）
- 清水団地（木津川市木津清水地内、市営住宅）
- 大野団地（木津川市加茂町大野ウヅ地内、市営住宅）
- 第2中之島団地（木津川市木津川端地内、市営住宅）
- 中之島団地（木津川市木津川端地内、市営住宅）
- 兎並団地（木津川市加茂町駅東4丁目地内、市営住宅、特定公共賃貸住宅）
- 南河原団地（木津川市山城町綺田南河原地内、市営住宅）
- 北団地（木津川市加茂町北廣地内、市営住宅、改良住宅）
- 例幣団地（木津川市加茂町例幣内垣外地内、市営住宅）
- 鈴畑団地（木津川市山城町上狛鈴畑地内、市営住宅）
- 東九条市営住宅群（京都市）
- 京都市営住宅1、5街区（京都市 向島ニュータウン内）
- 下鳥羽市営住宅（京都市）
- 京都市八条市営住宅（京都市）
- 崇仁南部W1棟市営住宅（京都市）
- 三条市営住宅（京都市）

## 大阪府

### 公団（現UR）住宅
- 春日丘団地（藤井寺市）
- 香里団地（枚方市）
- 白鷺団地（堺市）
- 新金岡団地（堺市）
- 住吉団地（大阪市住吉区）
- 富田団地（高槻市）
- 中宮第一・第二団地（枚方市）
- 東長居第一・第二団地（大阪市住吉区）
- 森ノ宮第一・第二団地（大阪市城東区）
- 山本団地（八尾市）

### 大阪市住宅供給公社
- ネクスタウン鶴見東
- 西長堀コーポ
- 市営川口住宅
- コーシャハイツ（公社特定優良賃貸住宅）
- 長居団地（住吉区）
- 大阪府メープルコート（東大阪市菱江吉田島之内）

### 堺市住宅供給公社
- コンフォート・トキワ（北区常磐町3丁11-7）
- にゅーらいふ18（北区新堀町1丁72ー1）
- テイオーハイツ北花田（北区北花田町2丁200-1）
- パークハイム北花田（北区北花田町4丁107-2）
- メゾンアベニール（中区土塔町3075）
- フォーチュン（中区深井北町3483ー1）
- グレイスコート善（中区深井沢町3309-1）
- エメロードおおとり（西区鳳中町10丁6-2）
- グラン・ブルー宿屋町（堺区宿屋町西3丁1-20）
- エスト堺グランディール（東区日置荘原寺町236ー1）
- ボナージュ石橋（東区日置荘西町7丁9-44）
- ノイ初芝（東区日置荘西町4丁34-1）
- マンション福地（中区土師町1丁12-32）
- メゾン・ド・パラン（北区百舌鳥梅町3丁17-1）
- アーバンコート中もず（北区百舌鳥西之町3丁544）
- グランド・ハウス・プラム（北区百舌鳥梅町3丁17-2）
- カーサ中百舌鳥（北区中百舌鳥町2丁48）
- エスポワール北庄（堺区北庄町1丁1-9）
- ルミエール三反田（西区鳳中町10丁13-15）
- エクシード上野芝（北区東上野芝町2丁551）
- グリーンパレス向陵（堺区向陵中町1丁2-17）
- グランシェールS（堺区向陵中町3丁7-8）
- グレートシャルム（堺区向陵中町1丁4-7）
- アルデール三国ヶ丘（堺区向陵中町4丁5-24）
- 雇用促進住宅青山宿舎（八尾市青山町5丁目）
- 雇用促進住宅別宮宿舎
- 雇用促進住宅老原（八尾市田井中）
- 松原市・城蓮寺雇用促進住宅

### その他
- 雇用促進住宅春木（岸和田市八幡町）
- 雇用促進住宅旭（岸和田市春木旭町）
- 雇用促進住宅額原（岸和田市額原町）
- 雇用促進住宅萩庄（高槻市萩ノ庄）
- 雇用促進住宅西町（高槻市西町）
- 雇用促進住宅服部（高槻市大蔵司）
- 雇用促進住宅久保（貝塚市久保）
- 雇用促進住宅星ヶ丘（枚方市星ヶ丘）
- 雇用促進住宅春日（枚方市春日東町）
- 雇用促進住宅招提（枚方市招提南町）
- 雇用促進住宅高田（茨木市高田町）
- 雇用促進住宅茨木（茨木市西福井）
- 雇用促進住宅加賀田（河内長野市加賀田）
- 雇用促進住宅木戸（河内長野市木戸西町）
- 雇用促進住宅伏屋（和泉市伏屋町）
- 雇用促進住宅葛ノ葉（和泉市葛の葉町）
- 雇用促進住宅法善寺（柏原市法善寺）
- 雇用促進住宅日下（東大阪市日下町）
- 雇用促進住宅倉治（交野市東倉治）
- 雇用促進住宅私部（交野市私部）
- 雇用促進住宅忠岡（泉北郡忠岡町）
- 雇用促進住宅南野田（堺市東区南野田）
- 雇用促進住宅草部（堺市西区草部）
- 雇用促進住宅泉北栂（堺市南区）

## 兵庫県

### 公団（現UR）住宅
- 仁川団地（宝塚市）
- 鷹取駅北団地（神戸市）
- 長田御船通1丁目団地（神戸市）
- 神戸多聞団地（神戸市）
- 志染団地（三木市）
- 尼崎駅周辺地区・尼崎駅北団地（尼崎市）
- ひよどり台団地（神戸市）
- 西神南団地（神戸市）
- インターパーク南山の里（ひようご東条ニュータウン内）
- 神戸ハーバーランド（神戸市）
- 神戸リサーチパーク鹿の子台（神戸市）
- 神戸リサーチパーク上津台（神戸市）
- 神戸リサーチパーク赤松台（神戸市）
- 長田苅藻（神戸市）
- 南芦屋浜震災復興公営住宅・南芦屋浜復興公営集住街区（兵庫県神戸市）
- ガーデンハウス鹿の子台（神戸市）
- 武庫川住宅（神戸市）
- ガーデンシティ舞多聞（神戸市垂水区）
- 三田カルチャータウン、集合住宅（三田市）
- 三田あかしあ台（三田市）
- 北摂三田ウッディタウン（三田市）
- 北摂フラワータウン（三田市）
- 尼崎金楽寺（尼崎市）
- 西宮マリナパークシティ（西宮市）
- 西宮名塩ニュータウン 創造の丘ナシオン地区・シェラピア東山台（西宮市）
- 浜甲子園さくら街浜甲子園団地（関西都市整備センター、西宮市、2003年、UR住宅）
- 藤原台（神戸市）
- シュラビア東山五番街
- キャナルタウンウエスト（神戸市、旧住宅・都市整備公団、震災復興住宅、1995-1999年）
- 東尻池コート（旧住宅・都市整備公団、木賃更新＋共同建て、1997年）
- HAT神戸脇の浜・灘の浜（旧住宅・都市整備公団、震災復興住宅、1999年）
- シェラビア東山台四番街（旧住宅・都市整備公団、遠藤剛生建築設計事務所、斜面住宅、1993年）
- 西宮マリナパークシティ（都市基盤整備公団・坂倉建築研究所ほか、復興支援住宅、1998年）

### 兵庫県住宅供給公社
- 芦屋浜シーサイドタウン浜風（芦屋市浜風町、兵庫県住宅供給公社）
- 芦屋ハイタウン（芦屋市）
- グレイスビュー六甲山手（震災再建マンション）
- 龍野芦原台（たつの市揖西町芦原台）
- 和田山弥生が丘（朝来市和田山町弥生が丘）
- マリナージュ芦屋（芦屋市・東急リバブル）
- 北淡ウイズタウン（淡路市北淡町浅野南字丸山）
- フラワータウンアルカディア21住宅街区（三田市弥生が丘1丁目4番地）
- 夢野ハイタウン（神戸市兵庫区）
- 県営龍野中臣住宅
- 県営緑広田鉄筋住宅
- セフレック甲子園口
- 伊川谷県営住宅（神戸市西区）
- 明舞団地の県営住宅（神戸市垂水区・明石市）
- アメニティコート西明石（明石市和坂）
- アメニティーコート西宮いしざい（西宮市石在町）
- 県営白川台（兵庫県住宅供給公社）
- 県営明舞団地（兵庫県、新住宅市街地開発事業・兵庫県住宅供給公社土地区画整理事業）
- 県営姫路日出住宅（兵庫県住宅供給公社、姫路市）

### 神戸市住宅供給公社
- 西神ニュータウン（春日台6丁目、神戸市住宅供給公社、三井リハウスが分譲媒介）
- 三宮サンパル（神戸市都市整備公社）
- JR兵庫駅南キャナルタウン（兵庫区）
- エスコート播磨月見山（山陽電気鉄道株式会社との共同分譲事業）
- 東有野台（北区東有野台1・4丁目、株式会社重田工務店との共同分譲事業）
- 古川第二住宅
- 市営高丸住宅
- 市営舞子台住宅

### 公営団地その他
- 県営住宅洲本物部団地（洲本市）
- 県営住宅洲本下内膳団地（洲本市）
- 県営住宅洲本宇原団地（洲本市）
- 県営住宅洲本上加茂団地（洲本市）
- 県営住宅洲本下内膳テラス（洲本市）
- 県営住宅五色広石団地（洲本市）
- 県営住宅五色都志団地（洲本市）
- 県営住宅五色都志テラス（洲本市）
- 県営住宅五色鮎原テラス（洲本市）
- 県営住宅豊岡一本松団地（豊岡市）
- 県営住宅豊岡高屋団地（豊岡市）
- 県営住宅豊岡一本松テラス（豊岡市）
- 県営住宅豊岡今森団地（豊岡市）
- 県営住宅日高国府高層（豊岡市）
- 県営住宅出石室見台団地（豊岡市）
- 県営住宅出石和田山テラス（豊岡市）
- 県営住宅篠山吹上団地（篠山市）
- 県営住宅篠山乾新町団地（篠山市）
- 県営住宅篠山糯ケ坪住宅（篠山市）
- 県営住宅篠山郡家テラス（篠山市）
- 県営住宅八鹿国木団地（養父市）
- 県営住宅八鹿伊佐団地（養父市）
- 県営住宅八鹿九鹿団地（養父市）
- 県営住宅八鹿伊佐テラス（養父市）
- 県営住宅養父広谷上箇団地（養父市）
- 県営住宅養父広谷上野テラス（養父市）
- 県営住宅大屋樽見テラス（養父市）
- 県営住宅柏原南多田団地（丹波市）
- 県営住宅氷上成松団地（丹波市）
- 県営住宅氷上石生住宅（丹波市）
- 県営住宅青垣佐治団地（丹波市）
- 県営住宅春日中山団地（丹波市）
- 県営住宅春日石才テラス（丹波市）
- 県営住宅市島中竹田団地（丹波市）
- 県営住宅緑廣田団地（南あわじ市）
- 県営住宅緑倭文団地（南あわじ市）
- 県営住宅三原榎列団地（南あわじ市）
- 県営住宅西淡志知団地（南あわじ市）
- 県営住宅南淡福良団地（南あわじ市）
- 県営住宅南淡賀集団地（南あわじ市）
- 県営住宅生野北真弓テラス（朝来市）
- 県営住宅和田山牧田団地（朝来市）
- 県営住宅山東末歳テラス（朝来市）
- 県営住宅津名塩尾団地（淡路市）
- 県営住宅津名中田団地（淡路市）
- 県営住宅津名志筑テラス（淡路市）
- 県営住宅北淡浅野団地（淡路市）
- 県営住宅北淡育波団地（淡路市）
- 県営住宅北淡浅野南団地（淡路市）
- 県営住宅一宮北山団地（淡路市）
- 県営住宅一宮北山第2団地（淡路市）
- 県営住宅一宮尾崎団地（淡路市）
- 県営住宅東浦久留麻団地（淡路市）
- 県営住宅東浦久留麻第2団地（淡路市）
- 県営住宅浜坂三谷テラス（新温泉町）
- 県営住宅温泉町テラス（新温泉町）
- 県営住宅村岡テラス（香美町）
- 県営住宅西脇谷町団地（西脇市）
- 県営住宅旭ヶ丘（西脇市）
- 県営住宅西脇鹿野住宅（西脇市）
- 県営住宅西脇鹿野テラス（西脇市）
- 県営住宅西脇日野ケ丘住宅（西脇市）
- 県営住宅西脇春日台（西脇市）
- 県営住宅西脇谷町住宅（西脇市）
- 県営住宅小野垂井団地（小野市）
- 県営住宅加西北条団地（加西市）
- 県営住宅加西東高室高層・団地（加西市）
- 県営住宅社梶原団地（加東市）
- 県営住宅社上中団地（加東市）
- 県営住宅滝野北野テラス（加東市）
- 県営住宅東条森テラス（加東市）
- 県営住宅八千代下野間住宅（多可町）
- 県営住宅相生若狭野高層・団地（相生市）
- 県営住宅龍野誉田団地（たつの市）
- 県営住宅龍野中臣住宅（たつの市）
- 県営住宅新宮船渡住宅（たつの市）
- 県営住宅新宮中野庄住宅（たつの市）
- 県営住宅新宮向畑住宅
- 県営住宅赤穂中広団地（赤穂市）
- 県営住宅赤穂千鳥高層団地（赤穂市）
- 県営住宅赤穂湯ノ内団地（赤穂市）
- 県営住宅赤穂尾崎団地（赤穂市）
- 県営住宅山崎三谷団地（宍粟市）
- 県営住宅山崎横須団地（宍粟市）
- 県営住宅山崎三谷テラス（宍粟市）
- 県営住宅一宮須行名団地（宍粟市）
- 県営住宅市川坂戸団地（市川町）
- 県営住宅福崎辻川テラス（福崎町）
- 県営住宅福崎テラス（福崎町）
- 県営住宅大河内新野団地（神河町）
- 県営住宅明舞団地
- 県営新宮はし崎住宅（新宮町、1999年、ひょうご100年住宅）
- 県営西宮北口高層住宅（西宮市、1994年、震災復興公営住宅として供給）
- 月岡団地
- 県営フレール兵庫浜崎通住宅（神戸市兵庫区、震災復興公営住宅、1999年供用）
- 県営江鮒団地/姫路江鮒テラス（姫路市豊富町甲丘）
- 県営南本町団地（神戸市中央区本町、1997年、兵庫県営住宅）
- 県営岩屋北町団地（神戸市灘区岩屋北町、1997）
- 県営片山団地（神戸市長田区片山町、1997年）
- 県営大倉山団地（神戸市中央区下山手通）
- 県営団地君が峰町（兵庫県三木市）
- 田近野団地
- 県営片山住宅コレクティブハウジング
- 県営南本町住宅.
- 県営笠屋団地
- 県営大倉山住宅（神戸市兵庫区）
- 県営岩屋北町ふれあい住宅 災害復興公営
- 県営片山ふれあい住宅 災害復興公営
- 県営福井ふれあい住宅 災害復興公営
- 県営脇の浜ふれあい住宅 災害復興公営
- 県営明和高層住宅（神戸市兵庫区明和通）
- 篠山町営河原町団地（高田恭行＋造家研究室、地域住宅、1991年）
- 城崎町営内島団地（TeamZOOいるか設計集団、地域住宅、1994年）
- 神戸市営兵庫駅西住宅（坂倉建築研究所・神戸市住宅局、地域住宅、1983年）
- 灘北第二住宅（兵庫県 震災復興住宅、1997年）
- 市営（仮称）新北畑住宅（神戸市、2007年）
- 市営菊水西住宅（神戸市、2005年）
- ジークレフ吹田・千里丘（吹田市、2004年、神戸製鋼による分譲住宅）
- 洲本本町郵政団地（近畿郵政局、洲本市、2000年）
- 桃山城南宿舎（近畿財務局、京都市、1997年）
- ルゼフィール南甲子園（関西都市整備センター、西宮市、1996年、震災復興公団住宅〈西宮市借上〉）
- 市営甲子園口六丁目団地（西宮市、1996年、震災復興公営住宅）
- パークサイド西宮（パークサイド西宮再建組合、西宮市、1995年、震災住民自主再建西宮市第1号）
- 本山合同宿舎（近畿財務局、神戸市、1995年）
- 市営上ヶ原十番町住宅（西宮市、1987年）

## 奈良県

### 公団（現UR）住宅
- 学園前 (奈良市)
  - 鶴舞団地
  - 中登美団地
  - グリーンポリス・グラディーナ学園前
- 富雄団地（奈良市）
- 桂木団地（奈良市）
- 紀寺団地（奈良県奈良市東紀寺町）
- 奈良青山（奈良県奈良市）
- 平城・相楽ニュータウン
- 西大寺駅前（奈良市）
- 郡山駅前（大和郡山市）
- 西大和片岡台団地（旧日本住宅公団、1971年、西大和ニュータウン）
- 西大和星和台団地（旧日本住宅公団、1971年、西大和ニュータウン）
- 橿原団地（橿原市）
- エルト桜井（桜井市）
- 真美ヶ丘6丁目団地、真美ヶ丘7丁目団地（香芝市、真美ヶ丘ニュータウン）
- 馬見南6丁目団地（北葛城郡広陵町、真美ヶ丘ニュータウン）

### 奈良県住宅供給公社
- 橿原ニュータウン県住宅供給公社団地（橿原市白橿町4丁目、奈良）
- ゆうタウン高円（奈良市古市町）
- 奈良県営住宅・南和県営住宅（五條市住川町）
- 新庄団地
- 奈良県営六条団地
- ゆうタウン櫟本
- 大淀北野台

### 公営団地その他
- 県営阿部団地（桜井市阿部650番地・660番地）
- 県営庵治団地（天理市庵治町488番地）
- 県営奥田団地（大和高田市奥田140-2番地 他）
- 県営笠形団地（磯城郡田原本町笠形208番地）
- 県営橿原団地（橿原市川西町77番地 他光陽町50-2番地 他 大高建築設計事務所、1994年）
- 県営橿原ニュータウン内県営団地（橿原市白橿町4丁目23）
- 県営紀寺団地（奈良市東紀寺町3丁目1番）
- 県営吉野団地（吉野郡吉野町丹治492番地494番地）
- 県営金屋団地（桜井市金屋254-1番地）
- 県営高円団地（奈良市古市町2208-9番地〈光が丘〉古市町2208-6番地 他〈春日苑2丁目〉）
- 県営佐紀団地（奈良市佐紀新町3333番地）
- 県営桜井団地（桜井市西の宮230-1 番地）
- 県営山崎団地（生駒市山崎新町11-1番地）
- 県営秋津団地（御所市池之内733-1番地 他）
- 県営榛原団地（宇陀市桧牧1120番地 他）
- 県営西小泉団地（大和郡山市小泉町229番地）
- 県営西大寺団地（奈良市佐紀町16-1）
- 県営天理団地（天理市櫟本町1575番地 他）
- 県営天理南団地（天理市永原町116番地）
- 県営東高田団地（大和高田市出22番地 他西坊城133-1番地 他）
- 県営南和団地（五條市住川町1264番地）
- 県営売間団地（奈良市東九条町788番地 他）
- 県営白土団地（大和郡山市白土町520番地）
- 県営稗田団地（大和郡山市稗田町476番地番条町1-1番地・25番地）
- 県営姫寺団地（奈良市東九条町960番地）
- 県営平城団地（奈良市秋篠町1294-1番地 押熊町691-1番地）
- 県営坊城団地（橿原市東坊城町416-1番地 他）
- 県営北和団地（奈良市東九条町1424番地）
- 県営六条団地（奈良市六条西4丁目5番）
- 県営六条山団地（奈良市六条西3丁目26番）
- 県営纒向団地（桜井市辻67番地）
- 奈良市営コミュニティ住宅（奈良市三条本町、黒川紀章〈基本設計〉、西村建築設計事務所、1992年）
- 市営住宅大久保団地（橿原市大久保町）
- 市営四条団地（橿原市）
- 八木西ガーデンハウス（橿原市）
- 東急ドエル大和八木アネックス（橿原市）
- ハイネスうねび（橿原市）
- ライズ綾（橿原市）
- 日興橿原スカイマンション（橿原市）
- マクシム常盤（橿原市）
- サニーコーポ八木西（橿原市）
- 市営城殿団地（橿原市）
- ネオハイツ橿原神宮前（橿原市）
- 郵政社宅（橿原市）
- サニークレスト橿原神宮前2（橿原市）
- 橿原ハイツ（橿原市）
- ヴェルビュ橿原神宮前2（橿原市）
- ヴェルビュ橿原神宮前（橿原市）
- サニークレスト橿原神宮前（橿原市）
- 朋友橿原マンション（橿原市）

## 和歌山県

### 公営団地
- あけぼの団地（和歌山県新宮市）
- 御坊市島団地（現代計画研究所・平山洋介、団地再生、1997年）
- 鴨沼団地（岩出市、和歌山県住宅供給公社）
- 県営住宅栄谷団地（和歌山市栄谷）
- 定住促進住宅合川団地
- 公営住宅下附団地
- ニシキハイツ
- 定住促進住宅合川団地
- 県営住宅岡団地
- ファミールヴィラ紀伊田辺
- ファミール海南
- 県営住宅丹田第2団地
- 県営住宅日置団地
- 県営西浜団地*県営今福第二団地
- 県営住宅椿団地（西牟婁郡白浜町椿）
- 県営野上団地
- 県営住宅橋本第一団地及び橋本第二団地
- 和歌山県営今福第二団地
- 市営新屋敷団地（田辺市）
- 市営鮎川向越団地（田辺市、中層耐火）
- 市営新万団地（田辺市、中層耐火）
- 市営神子浜団地（田辺市、中層耐火）
- 市営川合団地（田辺市、中層耐火）
- 市営中芳養団地（田辺市、中層耐火）
- 県営新万団地（田辺市、改良住宅日ノ出団地）
- 改良住宅水穂団地（西牟婁郡上富田町）
- 改良住宅住吉団地（東牟婁郡古座町）
- 公営住宅石船団地（西牟婁郡中辺路町）
- 公営住宅栗栖川鍵団地（西牟婁郡中辺路町）
- 公営住宅安宅第2団地（西牟婁郡日置川町）
- 公営住宅安宅第1団地（西牟婁郡日置川町）
- 公営住宅江須之川団地（西牟婁郡すさみ町）
- 公営住宅平間団地（西牟婁郡白浜町）
- 公営住宅飛曽川団地（西牟婁郡上富田町）
- 公営住宅うぐいす団地（西牟婁郡すさみ町）
- 市営住宅中芳養団地（田辺市）
- 公営住宅見老津団地（西牟婁郡すさみ町）
- 公営住宅飛曽川団地（西牟婁郡上富田町）
- 公営住宅江住団地（西牟婁郡すさみ町）
- 公営住宅上道団地（日高郡印南町）
- 公営住宅切山団地（日高郡印南町）
- 県営住宅雄湊団地（和歌山市）
- 県営住宅川永団地
- 県営住宅ニューかわなが団地
- 県営住宅那賀団地
- 県営住宅粉河団地
- 高野町凌雲団地
- 県営団地楠見団地
- 和歌山市営狐島団地
- 和歌山市営西庄団地
- 和歌山市営向団地
- 和歌山市営紀和駅団地
- 和歌山市営塩屋第2団地
- 和歌山市営北島団地
- 和歌山市営広瀬団地
- 和歌山市営吹屋町団地
- 和歌山市営東長町団地
- 和歌山市営加太城ケ崎団地
- 和歌山市営薬種畑団地
- 和歌山市営中之島第2団地
- 和歌山市営湊御殿第2団地
- 和歌山市営ラブリー松江団地
- 和歌山市営ビューつつじが丘団地
- 市営住宅下田団地（新宮市）
- 和歌山市吉里の市営菖蒲ケ丘団地
- 和歌山市営苫屋町共同住宅
- 和歌山市営岡崎団地

### 公団（現UR）住宅
- 紀ノ光台（和歌山県）

### 和歌山県住宅供給公社
- 西庄・夢タウン
- 岸宮サニータウン
- 和歌山駅前URライト（和歌山市）
- 城北URライト（和歌山市）
- 鳴滝UR住宅（和歌山市）
- 下津団地
- 栄谷団地

和歌山県住宅供給公社参照